# Fissidens glossobryoides
Fissidens glossobryoides är en bladmossart som beskrevs av Hugh Neville Dixon 1930. Fissidens glossobryoides ingår i släktet fickmossor, och familjen Fissidentaceae. Inga underarter finns listade i Catalogue of Life.